# Grand Theft Auto V
Grand Theft Auto V là một trò chơi điện tử hành động phiêu lưu năm 2013 do Rockstar North phát triển và Rockstar Games phát hành. Đây là phần thứ bảy của dòng trò chơi Grand Theft Auto sau Grand Theft Auto IV (2008). Lấy bối cảnh tại tiểu bang hư cấu San Andreas ở miền Nam California, cốt truyện của chế độ chơi đơn xoay quanh ba nhân vật chính—tên cướp ngân hàng đã giải nghệ Michael De Santa, tên giang hồ đường phố Franklin Clinton, tên bán thuốc phiện và buôn lậu vũ khí Trevor Philips—cũng như các phi vụ trộm cướp mà chúng thực hiện dưới áp lực từ một cơ quan chính phủ và những tên tội phạm khác. Thiết kế thế giới mở cho phép người chơi tự do khám phá vùng nông thôn của San Andreas cũng như thành phố hư cấu Los Santos (dựa vào Los Angeles).
Với góc nhìn thứ ba hay thứ nhất trong Grand Theft Auto V, người chơi có thể đi bộ hoặc lái các phương tiện để di chuyển trong trò chơi. Trong chế độ chơi đơn, người chơi điều khiển và có thể chuyển đổi qua lại giữa ba nhân vật chính dù có đang làm nhiệm vụ hay không. Cốt truyện tập trung vào các phi vụ trộm cướp; lối chơi lái xe và bắn súng xuất hiện trong nhiều nhiệm vụ. Hệ thống "truy nã" sẽ đưa ra quyết định về phản ứng của lực lượng thực thi pháp luật với các hành động của người chơi. Grand Theft Auto Online, chế độ nhiều người chơi trực tuyến của Grand Theft Auto V, cho phép 30 người chơi cùng tham gia vào nhiều loại nhiệm vụ khác nhau, cả phối hợp lẫn thi đấu.
Không lâu sau khi Grand Theft Auto IV được phát hành, nhiều studio trên toàn thế giới của Rockstar đã phối hợp  phát triển Grand Theft Auto V. Đội ngũ phát triển đã lấy cảm hứng từ những dự án trước đó như Red Dead Redemption hay Max Payne 3, và lựa chọn xây dựng ba nhân vật chính nhằm đổi mới cấu trúc cốt lõi của dòng trò chơi. Phần lớn quá trình phát triển được dành để chế tác thế giới mở trong trò chơi; một số thành viên trong đội ngũ phát triển đã tiến hành nghiên cứu thực địa tại California để ghi lại hình ảnh tham khảo cho khâu thiết kế. Âm nhạc của trò chơi được sáng tác bởi một nhóm các nhà sản xuất âm nhạc làm việc cùng nhau trong vài năm. Trò chơi được phát hành vào tháng 9 năm 2013 trên PlayStation 3 và Xbox 360, vào tháng 11 năm 2014 trên PlayStation 4 và Xbox One, và vào tháng 4 năm 2015 trên Microsoft Windows. Phiên bản dành cho PlayStation 5 và Xbox Series X/S được phát hành vào ngày 15 tháng 3 năm 2022.
Được Rockstar quảng bá rộng rãi và đông đảo người chơi chờ đón, Grand Theft Auto V đã phá nhiều kỷ lục doanh số của ngành công nghiệp trò chơi điện tử và trở thành sản phẩm giải trí được tiêu thụ nhanh nhất trong lịch sử khi đạt doanh thu 800 triệu đô-la trong vòng một ngày và 1 tỉ đô-la trong vòng ba ngày kể từ khi được phát hành. Trò chơi nhận được đánh giá hầu như tích cực từ giới phê bình, chủ yếu dành cho hệ thống ba nhân vật chính, thế giới mở trong trò chơi cũng như đồ họa và lối chơi. Tuy nhiên, trò chơi gây tranh cãi về tính bạo lực và cách miêu tả phụ nữ. Được xem là một trong những trò chơi có ý nghĩa quan trọng nhất của thế hệ máy chơi game console thứ 7 và thứ 8, cũng như một trong số những trò chơi điện tử xuất sắc nhất mọi thời đại, Grand Theft Auto V đã nhận được nhiều giải thưởng, trong số đó có Trò chơi của năm, từ các tờ báo và tạp chí. Grand Theft Auto V là trò chơi điện tử bán chạy thứ hai trong lịch sử với 130 triệu bản được tiêu thụ, và là một trong những sản phẩm giải trí thành công nhất về mặt thương mại, với doanh thu xấp xỉ 6 tỉ đô-la trên toàn thế giới. Phần tiếp theo của trò chơi là Grand Theft Auto VI, dự kiến ra mắt vào năm 2025.

## Lối chơi
Grand Theft Auto V là trò chơi hành động phiêu lưu được chơi từ góc nhìn thứ ba hoặc thứ nhất. Người chơi thực hiện nhiệm vụ bao gồm các tình huống tuyến tính với mục tiêu định sẵn để tiến triển cốt truyện của trò chơi. Khi không làm nhiệm vụ, người chơi có thể tự do khám phá thế giới mở trong trò chơi, gồm hai khu vực là vùng nông thôn của San Andreas, trong đó có Quận Blaine và thành phố Los Santos. Thế giới của Grand Theft Auto V có diện tích lớn hơn nhiều so với các phần trước trong dòng trò chơi. Người chơi có thể khám phá thế giới ngay từ đầu game mà không gặp phải giới hạn nào, mặc dù vậy việc phát triển cốt truyện sẽ mở khóa nhiều nội dung trong lối chơi.

Người chơi có thể nấp đằng sau các vật thể khác nhau khi đấu súng để tránh bị thương.

Người chơi có thể cận chiến, sử dụng súng hoặc chất nổ để chiến đấu với kẻ địch. Đồng thời có thể chạy, nhảy, bơi hoặc lái các phương tiện để di chuyển trong thế giới game. So với Grand Theft Auto IV thì Grand Theft Auto V đưa vào các loại phương tiện mới phù hợp để di chuyển trong thế giới rộng lớn, chẳng hạn như máy bay cánh cố định. Khi chiến đấu, người chơi có thể sử dụng chế độ tự động ngắm và cover system. Khi người chơi bị thương, thanh "máu" sẽ tự phục hồi từ từ đến mức một nửa. Khi mất hết "máu", người sẽ phải hồi sinh ở các bệnh viện. Nếu người chơi phạm luật, các lực lượng thi hành pháp luật có thể sẽ phản ứng dựa trên mức độ "truy nã" được hiển thị trên giao diện của trò chơi. Mức độ truy nã hiện tại được thể hiện bởi các ngôi sao (ví dụ, ở mức độ tối đa là 5 sao, người chơi sẽ bị trực thăng của cảnh sát và các đội SWAT truy bắt). Khi người chơi thoát khỏi tầm nhìn của các lực lượng đó (hiển thị trên bản đồ nhỏ), mức độ truy nã sẽ chuyển sang chế độ cool-down và giảm xuống dần dần.
Chế độ chơi đơn cho phép người chơi điều khiển ba nhân vật: Michael De Santa, Trevor Philips và Franklin Clinton, những tên tội phạm có sự kết nối trong cốt truyện khi họ hoàn thành nhiệm vụ. Một số nhiệm vụ chỉ có sự xuất hiện của một trong ba nhân vật, trong khi nhiều nhiệm vụ khác thì có hai hoặc cả ba. Khi không làm nhiệm vụ, người chơi có thể chuyển đổi qua lại giữa các nhân vật bất cứ lúc nào bằng một chiếc la bàn trên giao diện của game. Hình đại diện của một nhân vật trên chiếc la bàn này sẽ phát sáng màu đỏ nếu nhân vật đó đang gặp nguy hiểm hoặc cần trợ giúp và phát sáng màu trắng nếu nhân vật đó nắm lợi thế trong một tình huống nhất định. Ngoài ba nhân vật chính, các phi vụ trộm cướp lớn có độ khó cao hơn đòi hỏi sự trợ giúp của các đồng phạm do AI điều khiển với những kỹ năng đặc biệt như hack hay lái xe. Nếu một tên đồng phạm sống sót sau khi phi vụ thành công, họ sẽ được chia chiến lợi phẩm và có thể được sử dụng trong các phi vụ sau này, đồng thời kỹ năng đặc biệt của nhân vật đó cũng tăng lên. Một số phi vụ có thể được tiến hành theo nhiều cách; chẳng hạn, người chơi có thể vô hiệu hóa những người có mặt ở nơi mình cướp một cách lén lút, hoặc cầm súng xông thẳng vào địa điểm đó.
Mỗi nhân vật sở hữu 8 kỹ năng đại diện cho khả năng của nhân vật đó trong những lĩnh vực cụ thể như bắn súng hoặc lái xe. Mặc dù các kỹ năng đều được cải thiện trong quá trình chơi, mỗi nhân vật lại có một kỹ năng chuyên biệt theo mặc định (ví dụ như Trevor chuyên về lái máy bay). Kỹ năng thứ 8 quyết định mức độ hiệu quả khi các nhân vật thực hiện khả năng đặc biệt của riêng mình. Michael làm chậm thời gian khi bắn súng, Franklin làm chậm thời gian khi lái xe, còn Trevor thì tăng gấp đôi sát thương của bản thân và chỉ chịu một nửa sát thương của kẻ địch. Các kỹ năng đặc biệt này chỉ có thể được sử dụng trong một khoảng thời gian nhất định, và người chơi có thể khôi phục lượng thời gian này bằng cách thực hiện một số hành động có liên quan (chẳng hạn như kỹ năng trượt bánh sau khi lái xe đối với Franklin hay bắn trúng đầu kẻ địch đối với Michael).
Khi tự do khám phá thế giới trò chơi, người chơi có thể tham gia vào những hoạt động theo ngữ cảnh cụ thể như lặn có bình khí hay nhảy BASE. Mỗi nhân vật đều có một chiếc điện thoại thông minh để liên lạc với bạn bè, bắt đầu các hoạt động và truy cập Internet trong trò chơi. Mạng Internet này cho phép người chơi giao dịch cổ phiếu thông qua một thị trường chứng khoán. Người chơi có thể mua các loại tài sản như nhà để xe hay doanh nghiệp, cũng như nâng cấp vũ khí và phương tiện di chuyển mà mỗi nhân vật sở hữu. Người chơi có thể đến những nơi như rạp chiếu phim và câu lạc bộ thoát y. Người chơi cũng có thể tùy chỉnh ngoại hình của các nhân vật bằng cách mua quần áo, cắt tóc hoặc xăm mình.

## Cốt truyện
Năm 2004, Michael Townley, Trevor Philips và Brad Snider thất bại khi thực hiện một vụ cướp ngân hàng tại Ludendorff, North Yankton, dẫn đến việc cả ba đều được coi là đã thiệt mạng. Chín năm sau, Michael đang sống cùng gia đình mình tại thành phố Los Santos, với bí danh Michael De Santa. Phía bên kia thành phố, tên giang hồ đường phố Franklin Clinton đang làm việc cho một tay buôn xe hơi lừa đảo gốc Armenia. Một ngày nọ, Franklin đi lấy trộm chiếc ô tô mới của con trai Michael. Ai ngờ, Michael đã ở trong xe từ khi nào, anh ta bắt Franklin lao xe vào phá hủy cửa hàng của lão buôn xe nọ nếu muốn giữ mạng, hai người sau đó trở thành bạn bè. Khi Michael phát hiện vợ mình, Amanda, ngoại tình với huấn luyện viên quần vợt của cô, hắn cùng Franklin truy đuổi tay huấn luyện viên đến một biệt thự mà Michael đã dùng xe kéo sập trong cơn tức giận. Không ngờ chủ căn biệt thự đó là tình nhân của Martin Madrazo, một trùm buôn ma túy Mexico, và Martin yêu cầu Michael phải bồi thường, không thì sẽ bị “loại”  khỏi cõi đời. Michael đành tiếp tục thực hiện các hành vi phi pháp để kiếm số tiền đó với sự tham gia của Franklin. Nhờ sự giúp đỡ của Lester Crest, bạn cũ của Michael và là một hacker bị tàn tật, họ gây ra một vụ cướp cửa hàng trang sức công phu để trả món nợ giúp Michael. Trong lúc đó, Trevor, hiện đang sống ở ngoại ô Los Santos, tình cờ xem một bản tin về vụ cướp này và nhận ra Michael là thủ phạm; mặc dù Trevor vẫn luôn tưởng rằng Michael đã chết trong vụ cướp bất thành chín năm về trước. Trevor đi tìm Michael và buộc Michael phải chấp nhận sự trở lại của Trevor trong cuộc sống của mình.
Dần dần, các nhân vật chính bắt đầu mất kiểm soát trong cuộc sống cá nhân. Các hành vi ngày một bất hảo của Michael khiến gia đình hắn bỏ đi. Sau khi trở thành một nhà sản xuất phim tại studio phim Richards Majestic, Michael xung đột với Devin Weston, một tỉ phú đầu tư mạo hiểm tự thân và là kẻ chiếm quyền kiểm soát công ty thông qua việc mua lượng lớn cổ phần. Devin đe dọa sẽ trả thù sau khi Michael dập tắt kế hoạch đóng cửa studio phim. Trong khi đó, Franklin giải cứu bạn mình, Lamar Davis, khỏi tên giang hồ thuộc băng nhóm đối địch Harold "Stretch" Joseph, người liên tục tìm cách giết Lamar để chứng tỏ bản thân với băng đảng mới của hắn. Cùng thời điểm này, những hành động liều lĩnh của Trevor nhằm nắm quyền kiểm soát các chợ đen ở Quận Blaine đã khiến hắn gây chiến với băng tội phạm The Lost, một số băng đảng Mỹ Latinh, những tay buôn ma túy đá đối địch, công ty an ninh tư nhân Merryweather Security cũng như thủ lĩnh Hội Tam Hoàng Wei Cheng.
Dave Norton và Steve Haines, hai đặc vụ của Cục Điều tra Liên bang (FIB), liên lạc với Michael và yêu cầu hắn cùng Franklin và Trevor thực hiện một loạt các nhiệm vụ nhằm hạ bệ đối thủ của FIB là Cơ quan Đối ngoại (IAA). Theo chỉ dẫn của Steve và được sự hỗ trợ từ Lester, họ tấn công một chuyến xe chở tiền dành cho IAA và đánh cắp một vũ khí hóa học đang được thử nghiệm từ một phòng thí nghiệm của IAA. Khi Steve ngày càng bị nghi ngờ, hắn buộc Michael và Franklin xóa sạch các bằng chứng chống lại hắn trên máy chủ của FIB. Nhân cơ hội này, Michael cũng xóa cả những dữ liệu về mình để không bị Steve điều khiển nữa.
Cuối cùng, Michael, Trevor, Franklin và Lester bắt đầu lên kế hoạch cho phi vụ táo bạo từ trước đến nay, cướp kho vàng thỏi của Kho bạc Liên bang. Lúc này, Michael đã hòa giải với gia đình, nhưng Trevor lại phát hiện ra rằng Brad vốn không phải vào tù như mình tưởng, mà đã bị giết trong phi vụ ở Ludendorff và được chôn tại nấm mồ đề tên Michael. Cảm giác bị phản bội của Trevor gây ra sự chia rẽ giữa các nhân vật và đe dọa làm hỏng kế hoạch cướp Kho bạc Liên bang. Steve phản bội Michael và Dave, đồng thời đẩy họ vào một cuộc đọ súng với FIB, IAA và Merryweather. Cảm thấy chỉ có mình mới được quyền giết Michael, Trevor đã can thiệp và cứu hai người họ. Mặc dù vẫn chưa tha thứ cho Michael, nhưng Trevor đồng ý thực hiện phi vụ cướp Kho bạc Liên bang.
Phi vụ kết thúc thành công, nhưng sau đó Franklin bị Steve và Dave yêu cầu thủ tiêu Trevor vì họ nghĩ hắn đã trở thành một mối đe dọa, đồng thời bị Devin yêu cầu thủ tiêu Michael để trả thù cho sự phản bội của Michael với mình. Franklin có ba lựa chọn: giết Trevor, giết Michael hoặc cố gắng cứu cả hai trong một nhiệm vụ tự sát. Nếu Franklin chọn giết Michael hay Trevor, hắn sẽ chấm dứt liên lạc với người còn lại và trở về với cuộc sống trước đây của mình. Trong trường hợp còn lại, cả ba sẽ chống lại sự truy sát của FIB và Merryweather rồi sau đó lần lượt giết Cheng, Stretch, Steve và Devin. Michael và Trevor hòa giải với nhau, và ba nhân vật chính kết thúc mối quan hệ cộng sự nhưng vẫn là bạn của nhau.

## Phát triển
Rockstar North bắt đầu phát triển Grand Theft Auto V vào năm 2008 sau khi Grand Theft Auto IV được phát hành. Quá trình phát triển được thực hiện bởi một đội ngũ hơn 1.000 người, bao gồm đội ngũ cốt lõi của Rockstar North và nhân sự của các studio trực thuộc công ty mẹ Rockstar Games trên toàn thế giới. Engine độc quyền RAGE của Rockstar được thay đổi toàn diện để tăng cường cự ly hiển thị đồ họa cho trò chơi. Hai phần mềm Euphoria và Bullet được sử dụng để thực hiện các thao tác hoạt họa và kết xuất khác. Sau khi đã trở nên quen thuộc với phần cứng của PlayStation 3 và Xbox 360, Rockstar nhận thấy họ có thể đẩy mạnh hiệu năng đồ họa của các máy chơi game này nhiều hơn so với ở các phần trước trong dòng trò chơi. Các nhà phân tích đã ước tính tổng kinh phí phát triển và quảng bá của trò chơi vào khoảng 170 triệu bảng Anh (265 triệu đô-la Mỹ), nếu con số này là chính xác, Grand Theft Auto V sẽ là trò chơi đắt đỏ nhất trong lịch sử lúc bấy giờ.
Thế giới mở trong trò chơi được mô phỏng dựa trên miền Nam California và thành phố Los Angeles. Việc thiết kế và kết xuất thế giới này chiếm phần lớn quá trình phát triển ban đầu của trò chơi. Các thành viên chủ chốt của đội ngũ xây dựng thế giới trong trò chơi đã tiến hành nghiên cứu thực địa trên khắp khu vực và ghi lại các nghiên cứu của mình bằng hình ảnh và video. Họ cũng đã sử dụng bản đồ Los Angeles trên Google Maps để hỗ trợ việc thiết kế hệ thống đường sá của Los Santos. Để tái hiện các đặc điểm về dân cư của Los Angeles, họ đã nghiên cứu dữ liệu điều tra dân số và xem các phim tài liệu về thành phố. Theo đội ngũ phát triển, việc chế tác thế giới mở của trò chơi là công đoạn khó khăn nhất về mặt kỹ thuật trong quá trình phát triển trò chơi.
Một mục tiêu thiết kế được đặt lên hàng đầu ngay từ những bước đầu phát triển Grand Theft Auto V là việc đổi mới cấu trúc cốt lõi của dòng trò chơi bằng cách cho phép người chơi điều khiển ba nhân vật chính thay vì chỉ một nhân vật duy nhất. Ý tưởng này xuất hiện từ khi Grand Theft Auto: San Andreas đang được phát triển nhưng những hạn chế về kỹ thuật lúc bấy giờ đã khiến việc hiện thực hóa ý tưởng đó là bất khả thi. Sau khi phát triển hai bản mở rộng với các nhân vật chính mới cho Grand Theft Auto IV vào năm 2009, đội ngũ phát triển muốn Grand Theft Auto V xoay quanh ba nhân vật chính cùng một lúc. Rockstar coi Grand Theft Auto V như một kế nhiệm về mặt tinh thần của các trò chơi trước đó (như Grand Theft Auto IV, Red Dead Redemption và Max Payne 3), và thiết kế Grand Theft Auto V để cải tiến các cơ chế trong lối chơi. Họ đã cải tiến lối chơi hành động bằng cách trau chuốt các cơ chế bắn súng và ẩn nấp, đồng thời đổi mới cơ chế lái xe để cải thiện phương diện điều khiển phương tiện còn vụng về của Grand Theft Auto IV.
Sau quá trình thử vai, Ned Luke, Shawn Fonteno và Steven Ogg được chọn để lần lượt vào vai Michael, Franklin và Trevor. Diễn xuất của họ được ghi hình chủ yếu bằng kỹ thuật ghi hình chuyển động, tuy nhiên lời thoại khi các nhân vật đang ngồi trên xe thì được thu âm trong phòng thu. Grand Theft Auto V là phần đầu tiên trong dòng trò chơi có nhạc nền được sáng tác riêng bởi một nhóm các nhà sản xuất âm nhạc làm việc cùng nhau trong vài năm. Nhạc bản quyền được cung cấp bởi một đài phát thanh trong trò chơi cũng được sử dụng. Đội ngũ đã cấp phép hơn 241 bài hát cho mười lăm đài phát thanh, cộng với hai đài phát thanh có định dạng talk radio. Một số bài hát cũng được sáng tác riêng cho trò chơi, chẳng hạn như các bài hát do rapper và nhà sản xuất âm nhạc Flying Lotus sáng tác cho đài phát thanh FlyLo FM mà anh đồng thời làm người dẫn chương trình.
Trò chơi được Rockstar Games công bố lần đầu tiên vào ngày 25 tháng 10 năm 2011. Họ đăng tải đoạn phim quảng bá của trò chơi một tuần sau đó, đồng thời đưa ra một thông cáo báo chí về bối cảnh của nó. Giới báo chí nhận thấy rằng việc này đã làm bùng lên sự đón chờ trên khắp ngành công nghiệp trò chơi điện tử mà lý do là tầm ảnh hưởng về mặt văn hóa của dòng trò chơi. Trò chơi không được phát hành vào quý 2 năm 2013 như kế hoạch ban đầu mà đã bị lùi lại đến ngày 17 tháng 9 để được hoàn thiện hơn. Nhằm kích thích doanh số đặt trước của trò chơi, Rockstar đã phối hợp với một số chuỗi cửa hàng bán lẻ để cung cấp một phiên bản đặc biệt với những tính năng bổ sung. Họ đã tiến hành một chiến dịch marketing viral với việc mở một trang web cho giáo phái hư cấu "The Epsilon Program" để cho phép người sử dụng có cơ hội xuất hiện trong trò chơi trong vai các thành viên của giáo phái đó.

Hình ảnh so sánh các phiên bản dành cho PlayStation 4 (trái) và PlayStation 3 (phải) của trò chơi. Phiên bản tái phát hành được cải tiến về cự ly hiển thị đồ họa và độ phân giải texture so với bản gốc.

Một phiên bản tái phát hành trên Microsoft Windows (PC), PlayStation 4 và Xbox One của trò chơi đã được công bố tại E3 2014. Phiên bản này có cự ly hiển thị đồ họa cao hơn, texture chi tiết hơn, số lượng xe cộ đông đúc hơn, hiệu ứng thời tiết đẹp hơn cũng như các loài động vật và cây cối mới. Phiên bản này cũng bổ sung chế độ góc nhìn thứ nhất khi nhân vật đi bộ. Đội ngũ phát triển đã phải thay đổi hoàn toàn hệ thống hoạt họa để hỗ trợ góc nhìn mới này. Phiên bản dành cho PlayStation 4 và Xbox One được phát hành vào ngày 18 tháng 11 năm 2014. Phiên bản dành cho PC được lên kế hoạch phát hành đồng thời với hai phiên bản trên, nhưng đã bị lùi lại đến ngày 14 tháng 4 năm 2015. Theo Rockstar, phiên bản PC cần thêm thời gian để "hoàn thiện". Phiên bản PC cho phép tốc độ khung hình 60 khung hình một giây ở độ phân giải 4K, và người chơi có thể quay và chỉnh sửa video bằng công cụ Rockstar Editor. Đội ngũ phát triển đã hủy bỏ kế hoạch sản xuất các nội dung tải về cho chế độ chơi đơn để tập trung nguồn lực cho Grand Theft Auto Online và Red Dead Redemption 2. Các phiên bản dành cho PlayStation 5 và Xbox Series X được công bố vào tháng 6 năm 2020 và sẽ được phát hành vào nửa sau năm 2021. Các phiên bản này sẽ được tăng cường về mặt kỹ thuật và hiệu năng.

## Sự đón nhận

### Phát hành lần đầu
Grand Theft Auto V nhận được phản hồi hoàn toàn tích cực từ giới phê bình theo trang web tổng hợp đánh giá Metacritic dựa trên 50 bài đánh giá dành cho phiên bản PlayStation 3 và 58 bài đánh giá dành cho phiên bản Xbox 360. Cùng với một số trò chơi khác, Grand Theft Auto V là trò chơi được đánh giá cao thứ năm từ trước đến nay của Metacritic. Các nhà phê bình đánh giá cao hệ thống nhiều nhân vật chính, cách thiết kế các nhiệm vụ phi vụ và cách trình bày của trò chơi, tuy nhiên một số nhà phê bình không hài lòng với chất lượng của cốt truyện và các nhân vật. Keza MacDonald của IGN gọi Grand Theft Auto V là "một trong những trò chơi điện tử xuất sắc nhất từ trước đến nay", còn Play thì coi trò chơi là "chuẩn mực của một thế hệ trò chơi điện tử". Edge cho rằng trò chơi là một "thành tựu đáng kinh ngạc" trong việc thiết kế thế giới mở và xây dựng cốt truyện, còn Tom Hoggins của The Daily Telegraph thì khẳng định trò chơi là một "kỳ công kỹ thuật vĩ đại". Grand Theft Auto V là trò chơi của một nước phương Tây thứ hai được tạp chí trò chơi điện tử Famitsu của Nhật Bản cho điểm tối đa. Jeff Bakalar của CNET cảm thấy trò chơi thành công trong việc khuyến khích người chơi tương tác với cả ba nhân vật. Edge cho rằng việc chuyển đổi qua lại giữa các nhân vật giúp giảm thiểu thời gian di chuyển đến các địa điểm bắt đầu nhiệm vụ. Matt Bertz của Game Informer nhận định rằng nhờ cơ chế này, cảm giác hành động kịch tính của các trận đấu súng được duy trì liên tục. Tom Bramwell của Eurogamer nhận xét rằng cơ chế này nâng cao tính chiến thuật cho các cuộc đấu súng, bởi việc các nhân vật được bố trí ở những vị trí chiến lược đã làm giảm các tình huống "tập bắn", khi nhân vật chỉ ở một chỗ từ đầu đến cuối, so với các phần trước. MacDonald của IGN thì cảm thấy cơ chế này giúp cho người chơi có nhiều sự lựa chọn hơn khi làm nhiệm vụ, đồng thời khiến các nhiệm vụ ít dễ đoán hơn.
Jeff Gerstmann của Giant Bomb xem các phi vụ trộm cướp là một sự thay đổi đáng hoan nghênh so với cấu trúc nhiệm vụ thường thấy trước đó của dòng trò chơi. Bramwell của Eurogamer so sánh các nhiệm vụ đó như những "trường đoạn trong các bộ phim bom tấn", và Carolyn Petit của GameSpot đã nhắc đến bộ phim năm 1995 Heat như một nguồn cảm hứng cho phong cách thiết kế của các nhiệm vụ này. Xav de Matos của Joystiq cảm thấy đội ngũ phát triển đã khuyến khích người chơi sáng tạo và sử dụng những cách tiếp cận mang tính hệ thống. Chris Plante của Polygon so sánh việc chuyển nhân vật trong khi thực hiện các nhiệm vụ này với việc "biên tập phim, trong đó người chơi là biên tập viên, người liên tục đổi sang góc máy thú vị nhất của từng khoảnh khắc". Andy Kelly của Computer and Video Games cho rằng thiết kế của các nhiệm vụ nhìn chung đa dạng và ít rập khuôn hơn so với các phần trước.

Los Santos, thành phố trong thế giới mở của trò chơi. Các nhà phê bình khen ngợi cách thành phố được thiết kế và sự tương đồng của nó với Los Angeles. Sự khác biệt với Liberty City của Grand Theft Auto IV cũng được đánh giá cao.

Edge khen ngợi chất lượng đồ họa của Grand Theft Auto IV cũng như việc trò chơi không có màn hình tải. Play đánh giá cao cự ly hiển thị đồ họa cũng như hệ thống thời tiết và ánh sáng của trò chơi. Bramwell của Eurogamer xem hệ thống ánh sáng là sự tiến bộ lớn nhất của trò chơi so với các phần trước. Mikel Reparaz của Official Xbox Magazine (OXM) cho rằng trò chơi là "thành tựu về kỹ thuật lớn nhất từ trước tới nay trên Xbox 360", và tỏ ra bất ngờ với việc thế giới của trò chơi có thể được kết xuất trên máy chơi game này. Các nhà phê bình đều khen ngợi thiết kế thế giới mở của trò chơi, cũng như việc trò chơi đã chuyển thể địa hình của Los Angeles thành một không gian đô thị được thiết kế một cách tối ưu. Brandon Jones của GameTrailers nhận xét trò chơi đã mô phỏng Los Angeles một cách chân thực cũng như xây dựng được một thế giới "đầy sống động và cá tính". IGN và PlayStation Official Magazine so sánh Los Santos với Liberty City trong Grand Theft Auto IV một cách tích cực. Reparez của OXM đánh gia cao về Los Santos hơn Liberty City "xám xịt và bẩn thỉu". Các nhà phê bình cũng khen ngợi tính chất trào phúng hướng đến văn hóa Mỹ đương đại của thế giới trong trò chơi.—Joel Gregory của OPM nhận định rằng "dĩ nhiên trò chơi có sự phê phán xã hội và đã làm điều đó một cách chuẩn xác".
Jim Sterling của Destructoid gọi thiết kế âm thanh của trò chơi là "tuyệt hảo" và khen ngợi các diễn viên lồng tiếng, phần âm nhạc tự sáng tác cũng như các bài hát được mua bản quyền. IGN và Giant Bomb đánh giá cao các bài hát được chọn đưa vào trò chơi, và cảm thấy nhạc nền của trò chơi làm các nhiệm vụ có cảm giác kịch tính hơn. Petit của GameSpot cho rằng âm nhạc của trò chơi đã "thêm chất điện ảnh vào các nhiệm vụ". Edge cảm thấy các bài hát được mua bản quyền khiến không gian vốn đã tuyệt vời của thế giới trong trò chơi trở nên còn chân thực hơn, còn âm nhạc tự sáng tác thì tăng cường không khí của các tình tiết trong trò chơi. Các nhà phê bình tổng kết lại rằng trò chơi là "tổng hòa của tất cả những kinh nghiệm mà Rockstar đã có được trong thập kỉ vừa qua về sức mạnh của âm nhạc".
Nhiều bài đánh giá đã nhận xét rằng các phương tiện đường bộ trong trò chơi dễ điều khiển hơn so với các phần trước. Bertz của Game Informer giải thích rằng "xe hơi có độ nặng thích hợp nhưng vẫn giữ được sự nhẹ nhàng cần thiết để luồn lách qua các phương tiện khác ở tốc độ cao". Bên cạnh điều khiển phương tiện, phần lớn các nhà phê bình cho rằng cơ chế bắn súng của trò chơi cũng có sự tiến bộ so với các phần trước, tuy nhiên Sterling của Destructoid cảm thấy mặc dù vậy, chế độ ngắm tự động vẫn "không ổn định", còn cơ chế ẩn nấp thì "lỗi thời và khó sử dụng". Một số nhà phê bình nhận thấy trò chơi đã giải quyết được một vấn đề dai dẳng của dòng trò chơi bằng cách thêm checkpoint vào giữa các nhiệm vụ.
Cốt truyện và các nhân vật của trò chơi—đặc biệt là Trevor—nhận được ý kiến trái chiều từ giới phê bình. Một số nhà phê bình cho rằng cốt truyện của Grand Theft Auto V không được trau chuốt bằng các trò chơi trước của Rockstar như Grand Theft Auto IV và Red Dead Redemption. Các nhà phê bình khác thì thấy tính cách trái ngược nhau của các nhân vật chính đã làm cho cốt truyện kịch tính hơn. Hollander Cooper của GamesRadar cho rằng vì các phần trước trong dòng trò chơi chỉ có một nhân vật chính, nên khi đạo đức của nhân vật đó không rõ ràng, cốt truyện sẽ có sự không nhất quán, và Grand Theft Auto V đã giải quyết được vấn đề này bằng việc có nhiều nhân vật chính. Petit của GameSpot gọi Trevor là một "con người tồi tệ, đáng sợ, điên rồ một cách đúng nghĩa—và một nhân vật tuyệt vời". Bramwell của Eurogamer lại thấy Trevor "nông cạn và không thực tế", và cho rằng những sự kì quái của nhân vật này ảnh hưởng tiêu cực đến cốt truyện, đồng thời làm lu mờ sự phát triển nhân vật của Michael và Franklin. De Matos của Joystiq cảm thấy khó yêu mến các nhân vật chính, và nhận xét sự không rõ ràng trong mối quan hệ giữa Michael và Trevor là một tình tiết nhàm chán, khi xung đột giữa hai nhân vật trở thành "một vòng tuần hoàn dường như không có điểm dừng". Greg Tito của The Escapist cảm thấy khó khăn trong việc đồng cảm với các nhân vật bởi họ hành động vì sự tham lam chứ không hề có giá trị đạo đức nào, khiến người chơi không có lý do gì để ủng hộ các nhân vật.

### Tái phát hành
Phiên bản tái phát hành của Grand Theft Auto V cũng đã nhận được phản hồi hoàn toàn tích cực. Theo Metacritic, trò chơi nhận được điểm số 97 trên 100 dựa trên 66 bài đánh giá cho phiên bản trên PlayStation 4 và 14 bài đánh giá cho phiên bản trên the Xbox One, cũng như 96 điểm trên 100 dựa trên 48 bài đánh giá cho phiên bản PC. Andrew Reiner của Game Informer gọi việc bổ sung góc nhìn thứ nhất là "một bước đột phá nữa của dòng trò chơi" tương tự như việc Rockstar chuyển từ góc nhìn từ trên cao ở Grand Theft Auto sang góc nhìn thứ ba ở Grand Theft Auto III. Mark Walton của GameSpot nhận thấy góc nhìn thứ nhất làm gia tăng tính bạo lực của Grand Theft Auto V, khiến anh nhìn nhận lại giá trị đạo đức và động cơ của các nhân vật nhiều hơn trước. VideoGamer.com nhận xét rằng giờ đây người chơi cảm thấy mình là một phần của thế giới thay vì chỉ như "một khẩu súng được gắn vào máy quay". Dan Stapleton của IGN cho rằng trò chơi tạo cảm giác chân thực hơn từ góc nhìn thứ nhất, và mang lại một "trải nghiệm khác biệt một cách đáng ngạc nhiên". VideoGamer.com khen ngợi những chi tiết nhỏ trong các hiệu ứng hoạt họa ở chế độ góc nhìn thứ nhất chẳng hạn như độ nghiêng của máy quay khi người chơi rẽ trái hoặc phải trên xe máy, hay các thiết bị điện tử trong buồng lái máy bay. Các nhà phê bình cảm thấy trò chơi khó hơn ở góc nhìn thứ nhất, tuy nhiên Reiner của Game Informer vẫn đánh giá cao sự thử thách đó.
Walton của GameSpot nhận xét rằng những cải tiến về đồ họa, đặc biệt là việc chống răng cưa không gian tốt hơn, đã làm cho thế giới mở trong trò chơi "càng ngoạn mục hơn". Về góc nhìn thứ nhất, anh cho rằng "từ mặt đất, mọi thứ trông lớn và ấn tượng hơn" nhờ đồ họa được cải tiến. Stapleton của IGN đánh giá đồ họa của phiên bản PlayStation 4 cao hơn phiên bản Xbox One, nhưng vẫn cho rằng cả hai hệ máy đều kết xuất trò chơi rất tốt và nhìn chung duy trì được tốc độ khung hình ổn định. Anh cũng khen ngợi sự gia tăng về tốc độ khung hình cũng như những lựa chọn đồ họa mới ở phiên bản PC. VideoGamer.com cảm thấy tốc độ khung hình của các phiên bản dành cho máy chơi game console ổn định "đến mức khó tin", tuy vậy Walton của GameSpot cho biết vẫn gặp phải một số tình huống tốc độ khung hình bị giảm. Peter Brown của GameSpot nhận xét rằng phiên bản PC cho phép người chơi "thưởng thức toàn bộ công sức đáng ngưỡng mộ của Rockstar", nhưng cảm thấy trò chơi "vẫn còn có những dấu hiệu của thế hệ máy chơi game trước ... chẳng hạn như hình học đơn giản". VideoGamer.com khen ngợi hiệu năng của Rockstar Editor trên PC nhưng cũng chỉ ra một số hạn chế của công cụ này như những giới hạn về góc độ máy quay. Stapleton của IGN đánh giá cao việc phiên bản PC cho phép tùy chỉnh hệ thống điều khiển, còn Brown của GameSpot thì cảm thấy người chơi cần chuyển đổi liên tục giữa chuột, bàn phím và gamepad để có "trải nghiệm tốt nhất". Chris Thursten của PC Gamer gọi phiên bản này là "trò chơi có đồ họa đẹp, thế giới rộng lớn và tính năng đa dạng nhất của dòng trò chơi".
Về chế độ nhiều người chơi Grand Theft Auto Online, Stapleton IGN phản ánh tình trạng ít người chơi trong các nhiệm vụ, thời gian đợi trong phòng chờ lâu, mất kết nối với máy chủ và đôi lúc bị crash. "Vì những điều đó," anh cho biết, "tôi không thể đưa ra đánh giá hoàn toàn tích cực về trải nghiệm nhiều người chơi". VideoGamer.com nhận thấy việc phát triển nhân vật ở chế độ nhiều người chơi đã được tối ưu hơn so với phiên bản đầu tiên, cụ thể là "người chơi không còn phải liên tục thi đấu PvP để chờ các nhiệm vụ phối hợp trở nên phổ biến", và những người chơi mới nhìn chung sẽ thấy chế độ nhiều ngời chơi thú vị và cân bằng. Tuy nhiên, trang web cũng phản ánh tình trạng thường xuyên bị mất kết nối với máy chủ, đặc biệt là ở các màn hình tải. Walton của GameSpot cho rằng lối chơi phi tuyến tính và có phần hỗn loạn của Grand Theft Auto Online "chưa có hướng đi rõ ràng", nhưng nhìn chung vẫn rất thú vị. Reiner của Game Informer cho biết "không gặp phải nhiều lag hay các vấn đề khác trong các nhiệm vụ cứu hỏa và đua xe".

### Giải thưởng
Grand Theft Auto V đã nhận được nhiều đề cử và giải thưởng từ các tờ báo và tạp chí trò chơi điện tử. Trước khi được phát hành, trò chơi đã nhận được giải Trò chơi được đón chờ nhất tại lễ trao giải Spike Video Game Awards 2012. Trò chơi đứng đầu các danh sách trò chơi điện tử được đánh giá cao nhất năm 2013 của hai trang web tổng hợp đánh giá Metacritic và GameRankings. Trò chơi đã lọt vào nhiều danh sách các trò chơi xuất sắc nhất năm 2013, trong đó có vị trí thứ nhất trên các danh sách của Tom Chick, CNET, Edge, Golden Joystick Awards lần thứ 31, Inside Gaming Awards lần thứ 5 Spike VGX Awards 2013, Slant Magazine và Time. Trò chơi nhận được giải Trò chơi Xbox xuất sắc nhất từ Canada.com, GameSpot, và IGN, cũng như giải Trò chơi đa nền tảng xuất sắc nhất của Destructoid. Rockstar Games và Rockstar North nhận được giải Studio xuất sắc nhất và Nhà phát triển xuất sắc nhất từ Edge, và giải BAFTA Academy Fellowship Award tại lễ trao giải British Academy Video Games Awards lần thứ 10.
Nhiều yếu tố trong trò chơi cũng đã nhận được các giải thưởng. Hai nhân vật Trevor Philips và Lamar Davis được đề cử nhiều giải Nhân vật xuất sắc nhất, trong đó Lamar đã chiến thắng giải này từ Giant Bomb. Âm nhạc của trò chơi nhận được giải thưởng từ Spike VGX, Hardcore Gamer và The Daily Telegraph. Grand Theft Auto Online giành chiến thắng ở hạng mục Trò chơi nhiều người chơi xuất sắc nhất từ GameTrailers và BAFTA, cũng như giải Trò chơi nhiều người chơi trên Xbox 360 xuất sắc nhất từ IGN. Tuy nhiên Online cũng được đề cử cho giải Trò chơi gây thất vọng nhất từ Game Revolution và Hardcore Gamer. Grand Theft Auto V đã nhận được giải Thành tựu kỹ thuật xuất sắc nhất tại giải thưởng Telegraph Video Game Awards, và Công nghệ xuất sắc nhất tại giải thưởng Game Developers Choice Awards lần thứ 14. Thiết kế đồ họa và nghệ thuật của trò chơi nhận được các giải thưởng từ IGN, The Daily Telegraph và BAFTA, cũng như một đề cử từ giải Game Developers Choice Awards.
Trò chơi cũng đã nhận được một số giải thưởng khác. Trò chơi nhận được giải Trò chơi chân thực nhất từ Inside Gaming Awards. Trò chơi cũng giành chiến thắng một số giải do công chúng bình chọn, bao gồm giải User Choice Award tại PlayStation Awards 2013 và giải Community Choice từ Destructoid. Trò chơi nhận được giải thưởng Bạch kim từ PlayStation Awards và được BAFTA vinh danh là Trò chơi của Anh xuất sắc nhất. Tại giải thưởng Best of 2013 Awards của IGN, trò chơi đã nhận được các giải Đồ họa trên Xbox 360 xuất sắc nhất, Âm thanh trên Xbox 360 xuất sắc nhất cũng như Trò chơi hành động xuất sắc nhất trên Xbox 360, PlayStation và nói chung.
| Ngày                 | Lễ trao giải                                  | Hạng mục                                     | Được đề cử                                            | Kết quả   | Chú thích |
| -------------------- | --------------------------------------------- | -------------------------------------------- | ----------------------------------------------------- | --------- | --------- |
| 13 tháng 12 năm 2011 | Spike Video Game Awards 2012                  | Trò chơi được đón chờ nhất                   | Grand Theft Auto V                                    | Đoạt giải | [ 58 ]    |
| 25 tháng 10 năm 2013 | Golden Joystick Awards lần thứ 31             | Trò chơi của năm                             | Grand Theft Auto V                                    | Đoạt giải | [ 112 ]   |
| 2 tháng 12 năm 2013  | Satellite Awards lần thứ 18                   | Trò chơi hành động / phiêu lưu xuất sắc      | Grand Theft Auto V                                    | Đề cử     | [ 137 ]   |
| 7 tháng 12 năm 2013  | Spike VGX 2013                                | Trò chơi của năm                             | Grand Theft Auto V                                    | Đoạt giải | [ 114 ]   |
| 7 tháng 12 năm 2013  | Spike VGX 2013                                | Âm nhạc xuất sắc nhất                        | Grand Theft Auto V                                    | Đoạt giải | [ 114 ]   |
| 7 tháng 12 năm 2013  | Spike VGX 2013                                | Studio của năm                               | Rockstar North                                        | Đề cử     | [ 138 ]   |
| 7 tháng 12 năm 2013  | Spike VGX 2013                                | Trò chơi hành động phiêu lưu xuất sắc nhất   | Grand Theft Auto V                                    | Đề cử     | [ 138 ]   |
| 7 tháng 12 năm 2013  | Spike VGX 2013                                | Trò chơi Xbox xuất sắc nhất                  | Grand Theft Auto V                                    | Đề cử     | [ 138 ]   |
| 7 tháng 12 năm 2013  | Spike VGX 2013                                | Trò chơi PlayStation xuất sắc nhất           | Grand Theft Auto V                                    | Đề cử     | [ 138 ]   |
| 7 tháng 12 năm 2013  | Spike VGX 2013                                | Diễn viên lồng tiếng xuất sắc nhất           | Steven Ogg vai Trevor Philips                         | Đề cử     | [ 138 ]   |
| 7 tháng 12 năm 2013  | Spike VGX 2013                                | Bài hát trong trò chơi điện tử xuất sắc nhất | "ADHD" của Kendrick Lamar                             | Đề cử     | [ 138 ]   |
| 7 tháng 12 năm 2013  | Spike VGX 2013                                | Bài hát trong trò chơi điện tử xuất sắc nhất | "Sleepwalking" của The Chain Gang of 1974             | Đề cử     | [ 138 ]   |
| 7 tháng 12 năm 2013  | Spike VGX 2013                                | Nhân vật của năm                             | Trevor Philips                                        | Đề cử     | [ 138 ]   |
| 9 tháng 1 năm 2014   | Game Developers Choice Awards lần thứ 14      | Trò chơi của năm                             | Grand Theft Auto V                                    | Đề cử     | [ 130 ]   |
| 9 tháng 1 năm 2014   | Game Developers Choice Awards lần thứ 14      | Công nghệ xuất sắc nhất                      | Grand Theft Auto V                                    | Đoạt giải | [ 130 ]   |
| 9 tháng 1 năm 2014   | Game Developers Choice Awards lần thứ 14      | Âm thanh xuất sắc nhất                       | Grand Theft Auto V                                    | Đề cử     | [ 130 ]   |
| 9 tháng 1 năm 2014   | Game Developers Choice Awards lần thứ 14      | Thiết kế xuất sắc nhất                       | Grand Theft Auto V                                    | Đề cử     | [ 130 ]   |
| 6 tháng 2 năm 2014   | D.I.C.E. Awards lần thứ 17                    | Trò chơi của năm                             | Grand Theft Auto V                                    | Đề cử     | [ 139 ]   |
| 6 tháng 2 năm 2014   | D.I.C.E. Awards lần thứ 17                    | Thành tựu xuất sắc về đạo diễn trò chơi      | Grand Theft Auto V                                    | Đề cử     | [ 139 ]   |
| 6 tháng 2 năm 2014   | D.I.C.E. Awards lần thứ 17                    | Thành tựu xuất sắc về thiết kế lối chơi      | Grand Theft Auto V                                    | Đoạt giải | [ 139 ]   |
| 6 tháng 2 năm 2014   | D.I.C.E. Awards lần thứ 17                    | Thành tựu xuất sắc về thiết kế âm thanh      | Grand Theft Auto V                                    | Đề cử     | [ 139 ]   |
| 6 tháng 2 năm 2014   | D.I.C.E. Awards lần thứ 17                    | Thành tựu xuất sắc về thiết kế âm thanh      | Grand Theft Auto V                                    | Đề cử     | [ 139 ]   |
| 6 tháng 2 năm 2014   | D.I.C.E. Awards lần thứ 17                    | Đổi mới trong trò chơi xuất sắc              | Grand Theft Auto V                                    | Đề cử     | [ 139 ]   |
| 6 tháng 2 năm 2014   | D.I.C.E. Awards lần thứ 17                    | Biểu diễn nhân vật xuất sắc                  | Trevor Philips                                        | Đề cử     | [ 139 ]   |
| 13 tháng 3 năm 2014  | British Academy Video Games Awards lần thứ 10 | Trò chơi điện tử xuất sắc nhất               | Grand Theft Auto V                                    | Đề cử     | [ 122 ]   |
| 13 tháng 3 năm 2014  | British Academy Video Games Awards lần thứ 10 | Hành động phiêu lưu                          | Grand Theft Auto V                                    | Đề cử     | [ 122 ]   |
| 13 tháng 3 năm 2014  | British Academy Video Games Awards lần thứ 10 | Thành tựu về âm thanh                        | Grand Theft Auto V                                    | Đề cử     | [ 122 ]   |
| 13 tháng 3 năm 2014  | British Academy Video Games Awards lần thứ 10 | Trò chơi của Anh                             | Grand Theft Auto V                                    | Đoạt giải | [ 122 ]   |
| 13 tháng 3 năm 2014  | British Academy Video Games Awards lần thứ 10 | Thiết kế trong trò chơi                      | Grand Theft Auto V                                    | Đoạt giải | [ 122 ]   |
| 13 tháng 3 năm 2014  | British Academy Video Games Awards lần thứ 10 | Đổi mới trong trò chơi                       | Grand Theft Auto V                                    | Đề cử     | [ 122 ]   |
| 13 tháng 3 năm 2014  | British Academy Video Games Awards lần thứ 10 | Trò chơi nhiều người chơi                    | Grand Theft Auto Online                               | Đoạt giải | [ 122 ]   |
| 13 tháng 3 năm 2014  | British Academy Video Games Awards lần thứ 10 | Diễn viên                                    | Steven Ogg vai Trevor Philips                         | Đề cử     | [ 122 ]   |
| 13 tháng 3 năm 2014  | British Academy Video Games Awards lần thứ 10 | Cốt truyện                                   | Grand Theft Auto V                                    | Đề cử     | [ 122 ]   |
| 5 tháng 12 năm 2014  | The Game Awards 2014                          | Bản remaster xuất sắc nhất                   | Grand Theft Auto V                                    | Đoạt giải | [ 140 ]   |
| 15 tháng 11 năm 2019 | Golden Joystick Awards 2019                   | Bản mở rộng xuất sắc nhất                    | Grand Theft Auto Online — The Diamond Casino & Resort | Đoạt giải | [ 141 ]   |

## Doanh số
Trong vòng 24 giờ sau khi được phát hành, Grand Theft Auto V đã đạt doanh thu 815 triệu đô-la trên toàn thế giới, tương đương với xấp xỉ 11,21 triệu bản được tiêu thụ. Con số này cao gần gấp đôi so với dự đoán của các nhà phân tích. Ba ngày sau khi được phát hành, trò chơi vượt mốc doanh thu 1 tỉ đô-la và trở thành sản phẩm giải trí được tiêu thụ nhanh nhất trong lịch sử. Sáu tuần sau khi được phát hành, Rockstar đã giao gần 29 triệu bản đến các cửa hàng bán lẻ, vượt tổng lượng tiêu thụ của Grand Theft Auto IV. Ngày 7 tháng 10 năm 2013, Grand Theft Auto V trở thành trò chơi trực tuyến bán chạy nhất trên PlayStation Store đối với hệ máy PlayStation 3, phá kỷ lục trước đó của The Last of Us mặc dù con số cụ thể không được công bố. Ngày 8 tháng 10, trò chơi phá vỡ 8 kỷ lục Guinness, bao gồm trò chơi điện tử bán chạy nhất trong vòng 24 giờ, trò chơi điện tử hành động nhập vai bán chạy nhất trong vòng 24 giờ, trò chơi điện tử có doanh thu cao nhất trong vòng 24 giờ, sản phẩm giải trí đạt doanh thu 1 tỉ đô-la nhanh nhất, trò chơi điện tử đạt doanh thu 1 tỉ đô-la nhanh nhất, sản phẩm giải trí đạt doanh thu cao nhất trong 24 giờ, và trailer của một trò chơi điện tử hành động nhập vai có nhiều lượt xem nhất. Một phiên bản số của trò chơi được phát hành vào ngày 18 tháng 10 trên Xbox 360, và đã trở thành trò chơi đạt doanh thu cao nhất trong ngày đầu lẫn tuần đầu trên Xbox Live. Đến tháng 5 năm 2014, Grand Theft Auto V đã đạt doanh thu gần 1,98 tỉ đô-la. Đến tháng 8 năm 2014, trò chơi đã bán được hơn 34 triệu bản trên hệ máy PlayStation 3 và Xbox 360. Đến tháng 12 năm 2014, trò chơi đã bán được 45 triệu bản, trong đó có 10 triệu bản của phiên bản tái phát hành. Đến tháng 4 năm 2018, trò chơi đã đạt doanh thu xấp xỉ 6 tỉ đô-la và trở thành một trong những sản phẩm giải trí có lợi nhuận cao nhất mọi thời đại. Đến tháng 5 năm 2020, trò chơi đã bán được hơn 130 triệu bản trên toàn thế giới.
Tại Anh, Grand Theft Auto V đã trở thành trò chơi điện tử được tiêu thụ nhanh nhất mọi thời đại với 2,25 triệu bản trong vòng năm ngày, phá kỷ lục của Call of Duty: Black Ops là 2 triệu bản trong cùng khoảng thời gian. Trò chơi cũng phá kỷ lục doanh số trong ngày đầu tiên với 1,57 triệu bản, tương đương với doanh thu 65 triệu bảng. Trong vòng hai tuần, trò chơi bán được trên 2,6 triệu bản và đạt doanh thu 90 triệu bảng, chiếm 52% tổng số trò chơi được bán tại Anh trong tháng 9 năm 2013. Sau ba tuần, trò chơi vượt qua tổng doanh số từ trước đến nay của Grand Theft Auto IV tại Anh. Ở tuần thứ tư, Grand Theft Auto V trở thành trò chơi bán được 3 triệu bản trong thời gian nhanh nhất tại Anh, đồng thời vượt tổng doanh số của Black Ops II. Tháng 11 năm 2014, trò chơi vượt qua Black Ops để trở thành trò chơi bán chạy nhất mọi thời đại tại Anh. Grand Theft Auto V cũng đạt được thành công tương tự tại Bắc Mỹ: nó là trò chơi bán chạy nhất tháng 9 năm 2013 và chiếm trên 50% tổng số phần mềm được bán ra đồng thời khiến tổng doanh số phần mềm tăng 52% so với tháng 9 năm 2012.

## Grand Theft Auto Online
Được phát triển song song với chế độ chơi đơn, chế độ nhiều người chơi Grand Theft Auto Online có mục đích là tạo ra một trải nghiệm riêng biệt cho người chơi trong một thế giới không ngừng biến đổi. Tối đa 30 người chơi có thể tự do đi lại trong thế giới của trò chơi và gia nhập vào các phòng chờ để thực hiện nhiệm vụ (các chế độ chơi thi đấu và phối hợp có cốt truyện). Bộ công cụ Content Creator cho phép người chơi tùy biến các yếu tố của một nhiệm vụ, chẳng hạn như đường đua hay điểm spawn vũ khí. Người chơi có thể tập hợp thành các nhóm có tổ chức, được gọi là băng đảng, để làm nhiệm vụ cùng nhau. Các băng đảng trong chế độ nhiều người chơi của Max Payne 3 có thể được chuyển sang Grand Theft Auto Online thông qua Rockstar Games Social Club. Một người chơi có thể tự tạo băng đảng của mình và được phép gia nhập tối đa 5 băng đảng. Các băng đảng thi đấu với nhau để lấy điểm kinh nghiệm và cạnh tranh trên bảng xếp hạng.
Grand Theft Auto Online ra mắt vào ngày 1 tháng 10 năm 2013, hai tuần sau khi Grand Theft Auto V được phát hành. Nhiều người chơi đã phản ánh rằng họ gặp khó khăn khi kết nối và bị đứng ở các màn hình tải. Rockstar cung cấp một bản vá lỗi vào ngày 5 tháng 10 để xử lý các vấn đề này, nhưng chúng vẫn tiếp diễn sang tuần thứ hai khi một số người chơi bị mất toàn bộ thông tin nhân vật. Một bản vá nữa được phát hành vào ngày 10 tháng 10, và Rockstar đã bồi thường 500.000 đơn vị tiền tệ trong trò chơi cho tất cả những người chơi đã kết nối với Online từ ngày phát hành. Vì những vấn đề kỹ thuật đó, nhiều nhà phê bình đã không đánh giá cao trải nghiệm người dùng của Online, tuy nhiên nhìn chung họ vẫn khen ngợi khả năng khám phá phi tuyến tính và tính linh hoạt trong nội dung của trò chơi.
Sau khi Grand Theft Auto Online được phát hành, Rockstar đã cung cấp nhiều nội dung bổ sung miễn phí cho trò chơi, từ các chế độ chơi và tính năng mới đến các nội dung theo chủ đề như bản cập nhật Ngày Độc lập. Một bản cập nhật rất được chờ đón với tên gọi Online Heists được ra mắt vào ngày 10 tháng 3 năm 2015 đã gặp phải những vấn đề kỹ thuật vì lượng người chơi tăng đột biến. Không lâu sau khi Online được phát hành trên PC, một số người chơi phản ảnh rằng tài khoản của họ đã bị cấm sau khi sử dụng các mod đồ họa trong chế độ chơi đơn. Rockstar cho biết trong một bài blog chính thức rằng họ không cấm các tài khoản trên Online vì sử dụng mod trong chế độ chơi đơn, mà nguyên nhân là một số bản cập nhật cho phiên bản PC đã "vô tình" khiến các mod đó ngừng hoạt động. Họ cũng nói rằng mod không được cấp phép và sẽ gây ra những vấn đề kỹ thuật không thể lường trước. Một phiên bản độc lập của Online sẽ được phát hành trên PlayStation 5 và  miễn phí trong 3 tháng kể từ khi ra mắt.

## Tranh cãi
Grand Theft Auto V đã gây một số tranh cãi về tính bạo lực cũng như cách trò chơi miêu tả phụ nữ. Một nhiệm vụ trong trò chơi yêu cầu người chơi dùng các thiết bị tra tấn để tra khảo con tin. Điều này đã nhận được những ý kiến trái chiều từ phía người chơi; mặc dù tình tiết này có mục đích phê phán chính trị, nhưng họ vẫn cho rằng việc tái hiện hành vi tra tấn là không phù hợp. Nhiệm vụ này cũng gặp phải sự chỉ trích từ các chính trị gia và tổ chức từ thiện chống tra tấn. Cách trò chơi miêu tả phụ nữ cũng đã trở thành chủ đề tranh luận trên mạng, đặc biệt là sau khi nhà báo Carolyn Petit của GameSpot nhận xét trò chơi là kỳ thị nữ giới trong bài đánh giá của mình. Sau khi bài viết của Petit nhận được trên 20.000 bình luận mà chủ yếu là tiêu cực, nhiều nhà báo khác đã lên tiếng bảo vệ quyền đưa ra ý kiến riêng của cô đồng thời chỉ ra sự bảo thủ khi bị chỉ trích của cộng đồng trò chơi điện tử. Nhân vật truyền hình Karen Gravano và nữ diễn viên Lindsay Lohan đã khởi kiện Rockstar với cáo buộc rằng một số nhân vật trong trò chơi được dựa theo hình ảnh của họ. Các vụ kiện này đã bị bác bỏ. Chuỗi cửa hàng bách hóa Target Australia đã ngừng bán trò chơi ở 300 cửa hàng sau khi một đơn kiến nghị trên Change.org phản đối sự miêu tả các hành vi bạo lực nhắm vào phụ nữ trong trò chơi.

## Tầm ảnh hưởng
Các nhà phê bình đồng ý với nhau rằng Grand Theft Auto V là một trong những trò chơi xuất sắc nhất của thế hệ máy chơi game console thứ 7 và đã kết thúc thế hệ này một cách tuyệt vời trước khi thế hệ thứ 8 ra đời. Plante của Polygon nhận định rằng trò chơi sẽ "là cầu nối giữa hiện tại và tương lai của trò chơi điện tử", và khẳng định trò chơi "là kết thúc của thế hệ hiện tại và chuẩn mực của thế hệ tiếp theo". Kyle Prahl của PlayStation Universe cho rằng trò chơi là "lời tạm biệt mà thế hệ máy chơi game console hiện tại xứng đáng nhận được", còn Simon Miller của VideoGamer.com thì cho rằng trò chơi "là một cái bóng rất lớn mà thế hệ tiếp theo phải vượt qua". Ba ngày sau khi được phát hành, trò chơi đã được xếp thứ hai trên top 25 trò chơi Xbox 360 của IGN. Ryan McCaffrey nhận xét rằng thế giới trong trò chơi có quy mô và mức độ chi tiết lớn hơn hầu hết tất cả mọi trò chơi Xbox 360 khác. Anh gọi trò chơi là "một thắng lợi đối với cả người chơi lẫn bản thân ngành công nghiệp trò chơi điện tử, và nó xứng đáng với thành công bùng nổ của mình". Tháng 11 năm 2013, Hardcore Gamer xếp trò chơi ở vị trí thứ ba trong "top 100 trò chơi của thế hệ". Tờ báo viết rằng cơ chế bắn súng và lái xe của trò chơi tốt hơn so với các phần trước, và xem hệ thống nhiều nhân vật chính là một "sự thay đổi đáng hoan nghênh" có tiềm năng trở thành chuẩn mực của thế hệ máy chơi game console thứ 8. Tháng 12, The Daily Telegraph cho trò chơi vào danh sách "50 trò chơi xuất sắc nhất của thế hệ hiện tại", và gọi nó là một "người khổng lồ về mặt văn hóa" mà sẽ trở thành "di sản lâu bền của Rockstar".
Tháng 1 năm 2014, Computer and Video Games xếp trò chơi ở vị trí thứ tư trong danh sách "Các trò chơi xuất sắc nhất của thế hệ". Rob Crossley nói rằng đây là lần đầu tiên Rockstar tạo ra một thế giới mở "đẹp tuyệt vời". Anh nhận định trò chơi đã loại bỏ thiết kế nhiệm vụ lặp lại của Grand Theft Auto IV và thay vào đó tập trung phát triển một lối chơi thú vị. Tháng 5, IGN xếp trò chơi ở vị trí thứ năm trong "top 100 trò chơi của thế hệ" và gọi trò chơi là một "chiếc cầu nối lớn lao, ầm ĩ và đầy hoài bão đến thế hệ máy chơi game thứ 8". Một tháng sau, trò chơi xếp thứ ba trong danh sách "top 100 trò chơi của thế hệ" do độc giả của IGN bình chọn. Tháng 8, Game Informer xếp trò chơi ở vị trí thứ ba trong "top 10 trò chơi hành động của thế hệ". Tạp chí so sánh chất lượng của trò chơi với các phần trước nhưng cho rằng dàn nhân vật, hệ thống nhiệm vụ và chế độ nhiều người chơi đã giúp trò chơi xếp hạng cao hơn Grand Theft Auto IV trên danh sách. Họ cũng khen ngợi cốt truyện kịch tính và thế giới mở rộng lớn của trò chơi, và nói rằng họ không hề cảm thấy "tiếc một giây nào" mà mình đã dành để chơi trò chơi. Tháng 11, Edge và bình luận rằng "không studio trò chơi điện tử nào khác dám phát triển một trò chơi thế giới mở như Grand Theft Auto V đơn giản vì theo kịp các tiêu chuẩn mà nó đặt ra là điều không thể." Năm 2015, tờ báo ca ngợi Grand Theft Auto V là trò chơi điện tử xuất sắc thứ hai trong lịch sử. Trò chơi cũng xếp hạng cao trên một số danh sách do công chúng bình chọn; bao gồm vị trí thứ 8 trong danh sách "100 trò chơi điện tử xuất sắc nhất mọi thời đại" của độc giả tạp chí Empire và thứ 5 trong danh sách "top 100 trò chơi điện tử" của khán giả chương trình Good Game. Grand Theft Auto V là trò chơi điện tử có nhiều tweet thảo luận nhất của năm 2015, mặc dù được phát hành vào năm 2014.